# 规范形式 (布尔代数)
布尔代数中，所有由标准逻辑运算符组成的布尔函数，都可以表示为布尔规范形式。规范形式分为“极小项”形式，及其对偶，“极大项”形式。

## 极小项
我们首先定义极小项(minterm)。对于一个有 n 个变量的布尔函数，极小项是由逻辑与运算符将这 n 个变量（或其逻辑否定）不重复地组合而成的逻辑表达式。
例如：
{\displaystyle ab'c}
{\displaystyle a'bc}
这两项中每个变量都出现，且仅只出现一次。三个变量间都仅使用逻辑与相连，因此这两项都符合极小项的定义。
{\displaystyle n}个变量有{\displaystyle 2^{n}}个可能的极小项—这是因为在极小项表达式中，一个变量要么是其自身，要么是其逻辑否定形式—{\displaystyle n}个变量中的每个都有两种选择。

### 索引极小项
为了方便书写极小项，我们按照其中的每个变量是否含有逻辑非，为每一个可能的极小项指派一个索引值。
首先确保每个极小项中的变量都按照同样的次序排列（通常按拉丁字母序），从左到右，每个变量对应一个二进制位。一个带逻辑非的项，如{\displaystyle a'}，对应的二进制位为 0，而一个不带逻辑非的项，如{\displaystyle a}，对应的二进制位为 1。例如，{\displaystyle abc'} 对应的二进制序列是（{\displaystyle 110_{2}}），因此，其索引是数字 6，这个极小项表达式写作 {\displaystyle m_{6}}。与之相似，三个变量的{\displaystyle m_{0}}是{\displaystyle a'b'c'}（{\displaystyle 000_{2}}），而{\displaystyle m_{7}}则是{\displaystyle abc}（{\displaystyle 111_{2}}）。

### 函数等价
因为极小项由各变量的逻辑与组合而成，所以只有当所有含有逻辑非的变量取值都为0，且所有不含逻辑非的变量取值都为 1，该极小项才会输出 1。例如，极小项{\displaystyle m_{5}=ab'c}，只在 a 和 c 都为 1 而 b 为 0 时输出 1。
如果你给出一个逻辑函数的真值表，就可以把这个函数写为"积之和"(由极小项OR起来的序列)。像这样组合出来的布尔表达式，其中任何一个极小项输出 1 时也输出 1，对其余输入其输出都是 0。由于每个极小项都只对一个输入输出 1，所以这个组合可以唯一地表示任何布尔函数。这是析取范式的特殊形式。例如，如果给出真值表
| {\displaystyle a} | {\displaystyle b} | {\displaystyle f(a,b)} |
| ----------------- | ----------------- | ---------------------- |
| 0                 | 0                 | 1                      |
| 0                 | 1                 | 0                      |
| 1                 | 0                 | 1                      |
| 1                 | 1                 | 0                      |

观察到{\displaystyle f}的输出仅在第一行和第三行为 1，所以我们可以把{\displaystyle f}写为极小项{\displaystyle m_{0}}和{\displaystyle m_{2}}之和。
验证：
{\displaystyle f(a,b)=m_{0}+m_{2}=(a'b')+(ab')}
通过直接计算，结果和这个函数的真值表是一样的。
布尔函数表示为极小项之和的形式，叫做其主析取范式或极小项规范形式。

## 极大项
极大项是极小项的对偶。其中各变量（或其逻辑否定）由逻辑或运算符不重复地组合而成。
例如：
{\displaystyle a+b'+c}
{\displaystyle a'+b+c}
{\displaystyle n}个变量同样也有{\displaystyle 2^{n}}个可能的极大项。

### 索引极大项
极大项的索引与极小项的相反：含逻辑非的变量对应的二进制位为 1，不含的对应二进制位为 0。例如，极大项{\displaystyle a'+b'+c}的索引为 6（{\displaystyle 110_{2}}），记作{\displaystyle M_{6}}。同样，三个变量的{\displaystyle M_{0}}为{\displaystyle a+b+c}，{\displaystyle M_{0}}为{\displaystyle a'+b'+c'}。

### 对偶化
可以轻易的使用德·摩根定律验证，极小项的补是同索引的极大项。例如
{\displaystyle m_{2}'=M_{2}}
{\displaystyle (a+b')'=a'b}

### 函数等价
明显的，极大项 n 现在对这个逻辑函数的第 n+1 个唯一的函数输入给出假值。例如，极大项 5，a'+b+c'，只在 a 和 c 都为真而 b 为假的时候是假的 - 输入为 a = 1, b = 0, c = 1 得到 0。
如果你给出一个逻辑函数的真值表，就可以把这个函数写为“和之积”（由极大项AND起来的序列）。它是合取范式的特殊形式。例如，如果给出真值表
| {\displaystyle a} | {\displaystyle b} | {\displaystyle f(a,b)} |
| ----------------- | ----------------- | ---------------------- |
| 0                 | 0                 | 1                      |
| 0                 | 1                 | 0                      |
| 1                 | 0                 | 1                      |
| 1                 | 1                 | 0                      |

观察到{\displaystyle f}的输出仅在第二行和第四行为 0，所以我们可以把{\displaystyle f}写为极大项{\displaystyle m_{1}}和{\displaystyle m_{3}}之积。
验证：
{\displaystyle f(a,b)=M_{1}M_{3}=(a+b')(a'+b')}
通过直接计算，结果和这个函数的真值表是一样的。
布尔函数表示为极大项之积的形式，叫做其主合取范式或极大项规范形式。

## 结果总结
所有逻辑函数都可以用“极小项之和”或“极大项之积”的规范形式表达。除了可以用直接和简单的代数形式表达复杂的逻辑函数之外，规范形式还允许把这些函数强力分析成最简化的形式，这对于数字电路的最小化是非常重要的。